# Acanthoscurria suina
Acanthoscurria suina é uma espécie de aranha pertencente à família Theraphosidae (tarântulas).